# Cromosoma 6
El cromosoma 6 és un dels 23 parell de cromosomes humans. En la major part de les cèl·lules hi ha dues còpies per cada cromosoma. El cromosoma 6 conté uns 170 milions de parells de bases) i representa entre el 5,5-6% del total de l'ADN. EN ell es troba el complex d'histocompatibilitat principal, que conté al voltant de 100 gens i està relacionat amb la resposta immunitària de l'organisme, que té un paper fonamental en els trasplantaments d'òrgans.

## Gens

Imatge del cromosoma 6 humà.

Els següents són alguns gens localitzats en el cromosoma 6:
- BCKDHB: Branca de la cadena ceto àcida dishidrogenasa e E1, beta polipèptid (malaltia de l'orina del xarop de arce)
- COL11A2: col·lagen, tipus XI, alpha 2
- CYP21A2: citocrom P450, família 21, subfamília A, polipèptid 2
- DSP: Gen associat a cardiomiopatia
- HFE: hemocromatosi
- HLA-A, HLA-B, HLA-C: Complex d'histocompatibilitat principal (MHC), classes I, A, B, i C loci.

## Malalties i alteracions
Les següents malalties són algunes relacions amb el cromosoma 6:
- Anèmia sideroblàstica
- Artritis reumatoide
- Colagenopaties tipus II i XI
- Diabetis mellitus de tipus 1
- Epilèpsia
- Espondilitis anquilosant, HLA-B
- Malaltia celíaca, HLA-DQA1 & DQB1
- Malaltia de Parkinson
- Malaltia poliquística renal
- Porfíria
- Lupus eritematós sistèmic
- Síndrome de Ehlers-Danlos
- Tiroïditis de Hashimoto